# Mistrzostwa Świata w Łyżwiarstwie Szybkim w Wieloboju Kobiet 1954
12. Mistrzostwa świata w łyżwiarstwie szybkim w wieloboju kobiet odbyły się w dniach 20–21 lutego 1954 roku w szwedzkim Östersund. Zawodniczki startowały na naturalnym lodowisku na torze Fyrvalla. Łyżwiarki startowały na czterech dystansach: 500 m, 1000 m, 3000 m, 5000 m. Po raz drugi złoto wywalczyła reprezentantka ZSRR Lidija Sielichowa. O tym, które miejsca zajmowały zawodniczki decydowała mniejsza liczba punktów uzyskana z czterech biegów. Do biegu na 10000 m awansowało tylko 12 najlepszych łyżwiarek po trzech dystansach.

## Uczestnicy
W zawodach wzięło udział 18 łyżwiarek z 5 krajów. Wszystkie zostały sklasyfikowane.
| Państwa biorące udział w mistrzostwach | Państwa biorące udział w mistrzostwach | Państwa biorące udział w mistrzostwach | Państwa biorące udział w mistrzostwach | Państwa biorące udział w mistrzostwach |
| -------------------------------------- | -------------------------------------- | -------------------------------------- | -------------------------------------- | -------------------------------------- |
| Finlandia                              | Kanada                                 | Norwegia                               | Szwecja                                | ZSRR                                   |

## Wyniki
- NC – nie zakwalifikowała się

| Pozycja | Zawodnik              | Kraj      | 500 m        | Pkt.   | 3000 m       | Pkt.   | 1000 m       | Pkt.   | 5000 m        | Pkt.   | Suma pkt. |
| ------- | --------------------- | --------- | ------------ | ------ | ------------ | ------ | ------------ | ------ | ------------- | ------ | --------- |
| 01 !    | Lidija Sielichowa     | ZSRR      | 47.8 (2.)    | 47.800 | 5:29.3 (2.)  | 54.883 | 1:41.0 (2.)  | 50.50  | 9:27.0 (3.)   | 56.700 | 209,883   |
| 02 !    | Rimma Żukowa          | ZSRR      | 49.6 (6.)    | 49.600 | 5:26.3 (1.)  | 54.383 | 1:41.1 (3.)  | 50.550 | 9:22.6 (2.)   | 56.260 | 210,793   |
| 03 !    | Sofja Kondakowa       | ZSRR      | 47.6 (1.)    | 47.600 | 5:36.2 (8.)  | 56.033 | 1:40.2 (1.)  | 50.100 | 9:48.3 (10.)  | 58.830 | 212,563   |
| 4.      | Eevi Huttunen         | Finlandia | 50.0 (9.)    | 50.000 | 5:30.6 (4.)  | 55.100 | 1:43.1 (6.)  | 51.550 | 9:20.2 (1.)   | 56.020 | 212,670   |
| 5.      | Chalida Szczegolejewa | ZSRR      | 49.9 (7.)    | 49.900 | 5:29.9 (3.)  | 54.983 | 1:41.7 (4.)  | 50.850 | 9:44.4 (8.)   | 58.440 | 214,173   |
| 6.      | Randi Thorvaldsen     | Norwegia  | 49.2 (5.)    | 49.200 | 5:34.7 (5.)  | 55.783 | 1:43.5 (7.)  | 51.750 | 9:36.5 (5.)   | 57.650 | 214,383   |
| 7.      | Wiera Postnikowa      | ZSRR      | 49.9 (7.)    | 49.900 | 5:35.3 (6.)  | 55.883 | 1:43.0 (5.)  | 51.500 | 9:34.6 (4.)   | 57.460 | 214,743   |
| 8.      | Tamara Ryłowa         | ZSRR      | 49.0 (4.)    | 49.000 | 5:36.4 (9.)  | 56.067 | 1:43.7 (8.)  | 51.850 | 9:42.5 (6.)   | 58.250 | 215,167   |
| 9.      | Sonja Ackermann       | Norwegia  | 50.3 (10.)   | 50.300 | 5:41.0 (11.) | 56.833 | 1:45.8 (10.) | 52.900 | 9:53.3 (11.)  | 59.330 | 219,363   |
| 10.     | Zinajda Krotowa       | ZSRR      | 51.6 (11.)   | 51.600 | 5:40.9 (10.) | 56.817 | 1:45.1 (9.)  | 52.550 | 9:44.1 (7.)   | 58.410 | 219,377   |
| 11.     | Olga Akifjewa         | ZSRR      | 48.9 (3.)    | 48.900 | 5:35.8 (7.)  | 55.967 | 1:52.7 (16.) | 56.360 | 9:45.6 (9.)   | 58.560 | 219,777   |
| 12.     | Inger Brusveen        | Szwecja   | 1:04.0 (18.) | 64.700 | 5:59.1 (12.) | 59.850 | 1:49.3 (11.) | 54.650 | 10:08.5 (12.) | 60.850 | 239,350   |
| 13.     | Ingrid Högberg        | Szwecja   | 52.4 (12.)   | 52.400 | 6:00.8 (14.) | 60.133 | 1:50.5 (13.) | 55.250 | NC            | 99 !   | 167,783   |
| 14.     | Astri Johannessen     | Norwegia  | 52.9 (13.)   | 52.900 | 5:59.8 (13.) | 59.967 | 1:50.1 (12.) | 55.050 | NC            | 99 !   | 167,917   |
| 15.     | Pat Underhill         | Kanada    | 53.3 (14.)   | 53.300 | 6:06.2 (16.) | 61.033 | 1:54.4 (17.) | 57.200 | NC            | 99 !   | 171,533   |
| 16.     | Inga-Lill Olsson      | Szwecja   | 1:02.9 (16.) | 62.900 | 6:06.1 (15.) | 61.017 | 1:52.1 (15.) | 56.050 | NC            | 99 !   | 179,967   |
| 17.     | Gunnel Gunlöv         | Szwecja   | 1:03.0 (17.) | 63.000 | 6:15.6 (17.) | 62.600 | 1:51.4 (14.) | 55.700 | NC            | 99 !   | 181,300   |
| 18.     | Siv Asplund           | Szwecja   | 54.6 (15.)   | 54.600 | 6:38.2 (18.) | 66.367 | 2:02.6 (18.) | 61.300 | NC            | 99 !   | 182,267   |